# Juego de Estrellas de la LMP
El Juego de Estrellas de la Liga Mexicana del Pacífico (LMP) es un partido que se lleva a cabo a mitad de temporada y reúne a los mejores jugadores de la liga. Actualmente se juega con un formato en donde se enfrentan la Zona Norte vs. la Zona Sur y los jugadores son elegidos mediante la votación de la afición, resultando los dos jugadores más votados por posición los elegidos para formar parte de cada equipo.

## Ediciones
Las ediciones del juego de estrellas de la actual Liga Mexicana del Pacífico se dividen en dos épocas; en Liga de la Costa del Pacífico y Liga Mexicana del Pacífico.

## Liga de la Costa del Pacífico
| Juegos de Estrellas |                         |             |           |             |          |                               |                        |
| Edición             | Fecha                   | Ganador     | Resultado | Perdedor    | Entradas | Sede                          | Ciudad                 |
| I                   | 20 de febrero de 1946   | Sinaloa     | 11-6      | Sonora      | 9        | Estadio Universitario         | Culiacán, Sinaloa      |
| II                  | 5 de febrero de 1947    | Sinaloa     | 2-1       | Sonora      | 9        | Estadio Universitario         | Culiacán, Sinaloa      |
| III                 | 21 de enero de 1948     | Extranjeros | 7-2       | Nacionales  | 9        | Estadio Fernando M. Ortiz     | Hermosillo, Sonora     |
| IV                  | 24 de febrero de 1949   | Extranjeros | 6-1       | Nacionales  | 9        | Estadio Álvaro Obregón        | Ciudad Obregón, Sonora |
| V                   | 18 de enero de 1950     | Nacionales  | 4-2       | Extranjeros | 9        | Estadio General Ángel Flores  | Culiacán, Sinaloa      |
| VI                  | 20 de enero de 1951     | Extranjeros | 5-3       | Nacionales  | 9        | Estadio Revolución            | Navojoa, Sonora        |
| VII                 | 18 de enero de 1952     | Sinaloa     | 3-0       | Sonora      | 9        | Estadio Mochis                | Los Mochis, Sinaloa    |
| VIII                | 4 de febrero de 1953    | Zona Sur    | 12-6      | Zona Norte  | 9        | Estadio Tecnológico de la UDG | Guadalajara, Jalisco   |
| IX                  | 13 de enero de 1954     | Zona Norte  | 12-9      | Zona Sur    | 9        | Estadio Mazatlán              | Mazatlán, Sinaloa      |
| X                   | 28 de diciembre de 1954 | LIV         | 11-9      | LCP         | 9        | Estadio Álvaro Obregón        | Ciudad Obregón, Sonora |
| XI                  | 4 de enero de 1955      | LIV         | 4-1       | LCP         | 9        | Parque del Seguro Social      | Ciudad de México       |
| XII                 | 27 de diciembre de 1955 | LCP         | 4-3       | LIV         | 9        | Parque del Seguro Social      | Ciudad de México       |
| XIII                | 4 de enero de 1956      | LCP         | 6-4       | LIV         | 9        | Estadio General Ángel Flores  | Culiacán, Sinaloa      |
| XIV                 | 26 de diciembre de 1956 | LCP         | 5-1       | LIV         | 9        | Estadio Fernando M. Ortiz     | Hermosillo, Sonora     |
| XV                  | 8 de enero de 1957      | LIV         | 10-4      | LCP         | 9        | Estadio Ignacio Zaragoza      | Puebla, Puebla         |
| XVI                 | 10 de diciembre de 1957 | LCP         | 7-6       | LIV         | 9        | Estadio Ignacio Zaragoza      | Puebla, Puebla         |
| XVII                | 17 de diciembre de 1957 | LIV         | 2-1       | LCP         | 9        | Estadio Mochis                | Los Mochis, Sinaloa    |

### Ganadores del Juego de Estrellas
| Equipo/Zona | Juegos Ganados | Juegos Perdidos | Ediciones Ganadas   |
| ----------- | -------------- | --------------- | ------------------- |
| LCP         | 4              | 4               | XII, XIII, XIV, XVI |
| LIV         | 4              | 4               | X, XI, XV, XVII     |
| Extranjeros | 3              | 1               | III, IV, VI         |
| Sinaloa     | 3              | 0               | I, II, VII          |
| Nacionales  | 1              | 3               | V                   |
| Zona Sur    | 1              | 1               | VIII                |
| Zona Norte  | 1              | 1               | IX                  |
| Sonora      | 0              | 3               |                     |

### Ciudades sede del Juego de Estrellas
| Ciudad           | Estadio                                    | Cantidad |
| ---------------- | ------------------------------------------ | -------- |
| Culiacán         | Universitario (2) General Ángel Flores (2) | 4        |
| Hermosillo       | Fernando M. Ortiz (2)                      | 2        |
| Ciudad Obregón   | Álvaro Obregón (2)                         | 2        |
| Los Mochis       | Mochis (2)                                 | 2        |
| Ciudad de México | Parque del Seguro Social (2)               | 2        |
| Puebla           | Ignacio Zaragoza (2)                       | 2        |
| Navojoa          | Revolución (1)                             | 1        |
| Guadalajara      | Tecnológico de la UDG (1)                  | 1        |
| Mazatlán         | Mazatlán (1)                               | 1        |

## Liga Mexicana del Pacífico
| Juegos de Estrellas |                         |                    |             |                 |             |                                  |                             |
| Edición             | Fecha                   | Ganador            | Resultado   | Perdedor        | Entradas    | Sede                             | Ciudad                      |
| I                   | 1 de enero de 1959      | Zona Sur           | 3-1         | Zona Norte      | 9           | Estadio "Abelardo L. Rodríguez"  | Guaymas, Sonora             |
| II                  | Por definir             | Por definir        | Por definir | Por definir     | Por definir | Por definir                      | Por definir                 |
| III                 | 14 de diciembre de 1960 | Rojos              | 3-2         | Azules          | 9           | Estadio Fernando M. Ortiz        | Hermosillo, Sonora          |
| IV                  | 31 de enero de 1962     | Hermosillo-Empalme | 2-1         | Guaymas-Obregón | 9           | Estadio Fernando M. Ortiz        | Hermosillo, Sonora          |
| V                   | 5 de febrero de 1963    | Zona Sur           | 3-1         | Zona Norte      | 9           | Estadio Mochis                   | Los Mochis, Sinaloa         |
| VI                  | 7 de enero de 1964      | Zona Sur           | 3-2         | Zona Norte      | 10          | Estadio Revolución               | Navojoa, Sonora             |
| VII                 | 5 de enero de 1965      | Zona Sur           | 10-4        | Zona Norte      | 14          | Estadio Fernando M. Ortiz        | Hermosillo, Sonora          |
| VIII                | 12 de enero de 1965     | LIS                | 7-1         | LBN             | 8           | Estadio General Ángel Flores     | Culiacán, Sinaloa           |
| IX                  | 19 de enero de 1965     | LIS                | 9-8         | LBN             | 9           | Estadio Álvaro Obregón           | Ciudad Obregón, Sonora      |
| X                   | 2 de febrero de 1965    | Zona Sur           | 6-2         | Zona Norte      | 9           | Estadio Mochis                   | Los Mochis, Sinaloa         |
| XI                  | 27 de diciembre de 1965 | Zona Sur           | 0-0         | Zona Norte      | 9           | Estadio Teodoro Mariscal         | Mazatlán, Sinaloa           |
| XII                 | Por definir             | Por definir        | Por definir | Por definir     | Por definir | Por definir                      | Por definir                 |
| XIII                | 6 de noviembre de 1967  | Sonora             | 8-7         | Sinaloa         | 9           | Estadio Álvaro Obregón           | Ciudad Obregón, Sonora      |
| XIV                 | 16 de diciembre de 1968 | Sinaloa            | 8-3         | Sonora          | 9           | Estadio Arturo Nahl              | La Paz, Baja California Sur |
| XV                  | Por definir             | Por definir        | Por definir | Por definir     | Por definir | Por definir                      | Por definir                 |
| XVI                 | Por definir             | Por definir        | Por definir | Por definir     | Por definir | Por definir                      | Por definir                 |
| XVII                | Por definir             | Por definir        | Por definir | Por definir     | Por definir | Por definir                      | Por definir                 |
| 1972-73             | No Hubo                 | No Hubo            | No Hubo     | No Hubo         | No Hubo     | No Hubo                          | No Hubo                     |
| XVIII               | 9 de diciembre de 1974  | Sinaloa            | 2-2         | Sonora          | 10          | Estadio Héctor Espino            | Hermosillo, Sonora          |
| XIX                 | Por definir             | Por definir        | Por definir | Por definir     | Por definir | Por definir                      | Por definir                 |
| 1976-81             | No Hubo                 | No Hubo            | No Hubo     | No Hubo         | No Hubo     | No Hubo                          | No Hubo                     |
| XX                  | 17 de noviembre de 1982 | Zona Sur           | 4-0         | Zona Norte      | 9           | Estadio "Abelardo L. Rodríguez"  | Guaymas, Sonora             |
| XXI                 | 1983                    | Zona Sur           | 5-1         | Zona Norte      | 9           | Estadio Teodoro Mariscal         | Mazatlán, Sinaloa           |
| XXII                | 18 de noviembre de 1984 | Por definir        | Por definir | Por definir     | Por definir | Estadio Emilio Ibarra Almada     | Los Mochis, Sinaloa         |
| XXIII               | 18 de noviembre de 1985 | Zona Norte         | 8-7         | Zona Sur        | 13          | Estadio Nido de los Águilas      | Mexicali, Baja California   |
| XXIV                | 22 de diciembre de 1986 | Zona Norte         | 2-1         | Zona Sur        | 9           | Estadio Francisco Carranza Limón | Guasave, Sinaloa            |
| XXV                 | 23 de noviembre de 1987 | Zona Sur           | 6-4         | Zona Norte      | 9           | Estadio del Cerro Colorado       | Tijuana, Sinaloa            |
| XXVI                | Por definir             | Por definir        | Por definir | Por definir     | Por definir | Por definir                      | Por definir                 |
| XXVII               | 20 de noviembre de 1989 | Zona Norte         | 7-1         | Zona Sur        | 9           | Estadio Héctor Espino            | Hermosillo, Sonora          |
| XXVIII              | Por definir             | Por definir        | Por definir | Por definir     | Por definir | Por definir                      | Por definir                 |
| XXIX                | Por definir             | Por definir        | Por definir | Por definir     | Por definir | Por definir                      | Por definir                 |
| XXX                 | Por definir             | Por definir        | Por definir | Por definir     | Por definir | Por definir                      | Por definir                 |
| XXXI                | 7 de diciembre de 1993  | Mexicanos          | 1-1         | Extranjeros     | 9           | Estadio Emilio Ibarra Almada     | Los Mochis, Sinaloa         |
| XXXII               | 6 de diciembre de 1994  | Mexicanos          | 7-2         | Extranjeros     | 9           | Estadio General Ángel Flores     | Culiacán, Sinaloa           |
| XXXIII              | 12 de diciembre de 1995 | Extranjeros        | 8-1         | Mexicanos       | 9           | Estadio Francisco Carranza Limón | Guasave, Sinaloa            |
| XXXIV               | 10 de diciembre de 1996 | Zona Sur           | 11-5        | Zona Norte      | 9           | Estadio Tomás Oroz Gaytán        | Ciudad Obregón, Sonora      |
| XXXV                | 24 de noviembre de 1997 | Zona Sur           | 9-2         | Zona Norte      | 9           | Estadio Manuel Ciclón Echeverría | Navojoa, Sonora             |
| 1998-2015           | No Hubo                 | No Hubo            | No Hubo     | No Hubo         | No Hubo     | No Hubo                          | No Hubo                     |
| XXXVI               | 27 de noviembre de 2016 | Zona Norte         | 4-3         | Zona Sur        | 9           | Nuevo Estadio Yaquis             | Ciudad Obregón, Sonora      |
| XXXVII              | 20 de noviembre de 2017 | Zona Norte         | 3-1         | Zona Sur        | 9           | Estadio Emilio Ibarra Almada     | Los Mochis, Sinaloa         |

### Ganadores del Juego de Estrellas
| Equipo/Zona        | Juegos Ganados | Juegos Perdidos | Juegos Empatados | Ediciones Ganadas                           |
| ------------------ | -------------- | --------------- | ---------------- | ------------------------------------------- |
| Zona Sur           | 10             | 5               | 1                | I, V, VI, VII, X, XX, XXI, XXV, XXXIV, XXXV |
| Zona Norte         | 5              | 10              | 1                | XXIII, XXIV, XXVII, XXXVI, XXXVII           |
| LIS                | 2              | 0               | 0                | VIII, IX                                    |
| Sonora             | 1              | 1               | 1                | XIII                                        |
| Sinaloa            | 1              | 1               | 1                | XIV                                         |
| Mexicanos          | 1              | 1               | 1                | XXXII                                       |
| Extranjeros        | 1              | 1               | 1                | XXXIII                                      |
| Rojos              | 1              | 0               | 0                | III                                         |
| Hermosillo-Empalme | 1              | 0               | 0                | IV                                          |
| LBN                | 0              | 2               | 0                |                                             |
| Azules             | 0              | 1               | 0                |                                             |
| Guaymas-Obregón    | 0              | 1               | 0                |                                             |

### Ciudades sede del Juego de Estrellas
| Ciudad         | Estadio                                                           | Cantidad |
| -------------- | ----------------------------------------------------------------- | -------- |
| Hermosillo     | Fernando M. Ortiz (3) Héctor Espino (2)                           | 5        |
| Los Mochis     | Mochis/Emilio Ibarra Almada (5)                                   | 5        |
| Ciudad Obregón | Álvaro Obregón (2) Tomás Oroz Gaytán (1) Nuevo Estadio Yaquis (1) | 4        |
| Guaymas        | Abelardo L. Rodríguez (2)                                         | 2        |
| Mazatlán       | Teodoro Mariscal (2)                                              | 2        |
| Culiacán       | General Ángel Flores (2)                                          | 2        |
| Guasave        | Francisco Carranza Limón (2)                                      | 2        |
| Navojoa        | Revolución (1) Manuel Ciclón Echeverría (1)                       | 2        |
| La Paz         | Arturo Nahl (1)                                                   | 1        |
| Mexicali       | Nido de los Águilas (1)                                           | 1        |
| Tijuana        | Cerro Colorado (1)                                                | 1        |